# María del Mar
María del Mar é uma telenovela venezuelana exibida em 1978 pela Venevisión.
A trama é original de Delia Fiallo.
Foi protagonizada por Chelo Rodríguez e Arnaldo André e antagonizada por Martín Lantigua, Herminia Martínez e Hilda Carrero.

## Enredo
Em um povo da costa venezuelana, vive María Celeste, uma garota sonhadora, muito alegre e rebelde. Ela foi adotada por uma bondadosa familia de pescadores, já que sua mãe morreu e seu pai a abandonou.
É verão, o poderoso Leónidas Parras Montiel regressa ao povo junto a suas filhas, a engenheira Walkiria e a tímida Zulay. Também regressam o engenheiro Víctor Manuel Galíndez, escondendo um passado tortuoso, e se apaixona por María Celeste, com quem vive um romance apaixonado. Leónidas quer construir um hotel e encomenda o projeto a Walkiria e a Víctor Manuel. De imediato, ela se apaixona por ele, mas ele está fascinado com María Celeste. Leónidas também se apaixona pela humilde garota e a quer fazer sua mulher.
Em uma ocasião Víctor resgata do mar a uma bela e estranha mulher, e no povo crêem que é uma sereia. Na realidade se trata de Miriam, uma mulher que perdeu a razão logo depois que Leónidas destruiu económicamente a sua familia e incendiaram sua fazenda para ocasionar a morte de seus pais e seu esposo. Víctor ajuda a mulher e isto provoca os ciumes de María Celeste.
Então chega o povo um prestigioso publicitario chamado Daniel, e maravilhado com a exótica beleza de María Celeste, lhe propõe levá-la a cidade para convertê-a em modelo. Ela aceita e se vai com ele, adotando o nome artístico de María del Mar; se apaixonam e triunfam na capital, até que ela fica paralítica.

## Elenco
- Chelo Rodríguez como María Celeste /María del Mar
- Arnaldo André como Víctor Manuel Galíndez
- Hilda Carrero como Walkiria Parra Montiel
- Herminia Martínez como María y Miriam"
- Betty Ruth como Casilda
- Martín Lantigua como Leónidas Parra Montiel
- Raúl Xiqués como Guillermo
- Elluz Peraza como Liduvina
- Flor Núñez como Inocencia
- Franklin Virgüez como Sargento Santos
- José Luis Silva como El Mojarras
- Elena Farias como Sulay Parra Montiel
- Héctor Myerston como Daniel
- Ángel Acosta como Salvador
- Angie como Federica Martínez
- Hermelinda Alvarado
- Haydée Balza como Mercedes Alcalá
- Chela d Gar como Mística
- Alma Ingianni como Lucrecia
- Mirtha Pérez como Maruja
- Chumico Romero
- Omar Omaña como Doctor Leonardo
- Luis Augusto Romero como Tilico
- Carmencita Padrón como Ramona
- Yalitza Hernández como Abril